# Heinz Flohe
Heinz Flohe, detto Flocke (Colonia, 28 gennaio 1948 – Vettweiß, 15 giugno 2013), è stato un calciatore tedesco occidentale, di ruolo centrocampista.
Colpito da ictus nel 2010, a seguito del quale era entrato in coma, non si è mai completamente ristabilito fino al decesso, avvenuto nel 2013 all'età di 65 anni .

## Carriera
Centrocampista offensivo, giocò per Colonia dal 1966 al 1979, vincendo una Bundesliga e tre coppe di Germania, e terminò la carriera nel 1980 nel Monaco 1860.
Con la Germania Ovest giocò dal 1970 al 1978 39 partite impreziosite da otto reti. Partecipò ai mondiali di calcio di Germania Ovest 1974 ( era in panchina per la finale contro l'Olanda vinta per 2 a 1 ) e campionato del mondo 1978 e al campionato d'Europa 1976.

## Scomparsa
Muore nel 2013 a seguito di complicazioni che lo portarono ad un periodo di coma; è stato sepolto nel cimitero di Euskirchen.

## Palmarès

### Club
- Campionato tedesco: 1

Colonia: 1978
- Coppa di Germania: 3

Colonia: 1967-1968, 1976-1977, 1977-1978

### Nazionale
- Campionato mondiale: 1

Germania Ovest 1974